# Окањ
Окањ бара или Окањ језеро је слано језеро у Србији у АП Војводина. Налази се у средњем Банату, поред насеља Елемир, на територији града Зрењанина. У близини језера протиче Тиса. Дужина акваторије износи око 4,5 km, ширине 500 m, а површине 200 ha.
Једно је од најзначајнијих сланих језера у Европи, са очуваним биљним врстама и животињским светом.
Угрожено је због развоја пољопривреде и све већег коришћења хемијских средстава, одлагања отпада, саобраћаја, разгранате каналске мреже.
Језеро је заједно са околним подручјем и мањим барама део Специјалног резервата природе Окањ бара.